# Niederkrüchten
Niederkrüchten (en néerlandais : Nederkruchten ou Cruchten) est une municipalité de l'arrondissement de Viersen en Rhénanie-du-Nord-Westphalie en Allemagne.
Elle se trouve à 15 km à l'ouest de Mönchengladbach et à 15 km à l'est de Ruremonde.

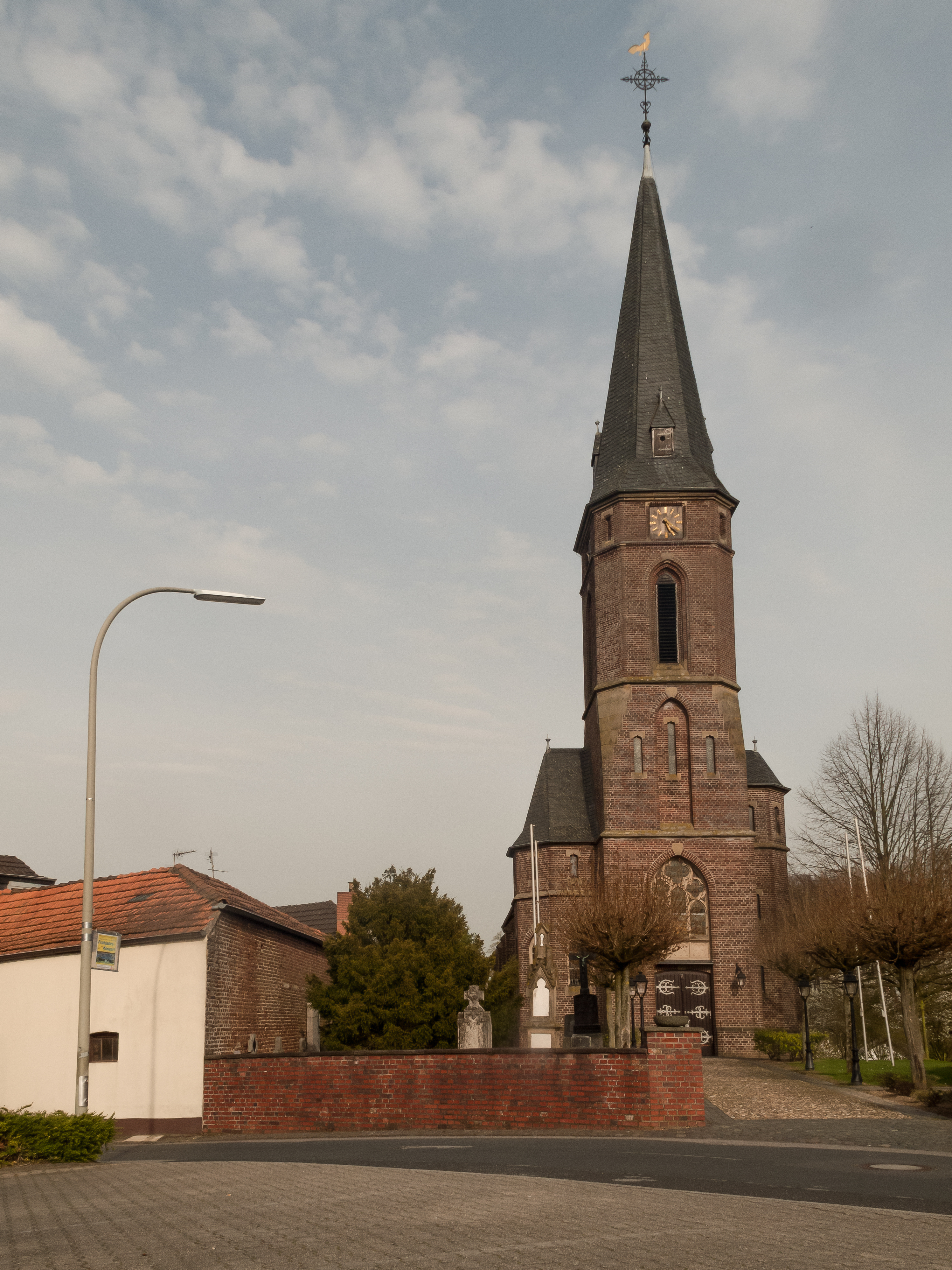
Oberkrüchten, église: katholische Pfarrkriche Sankt Martin

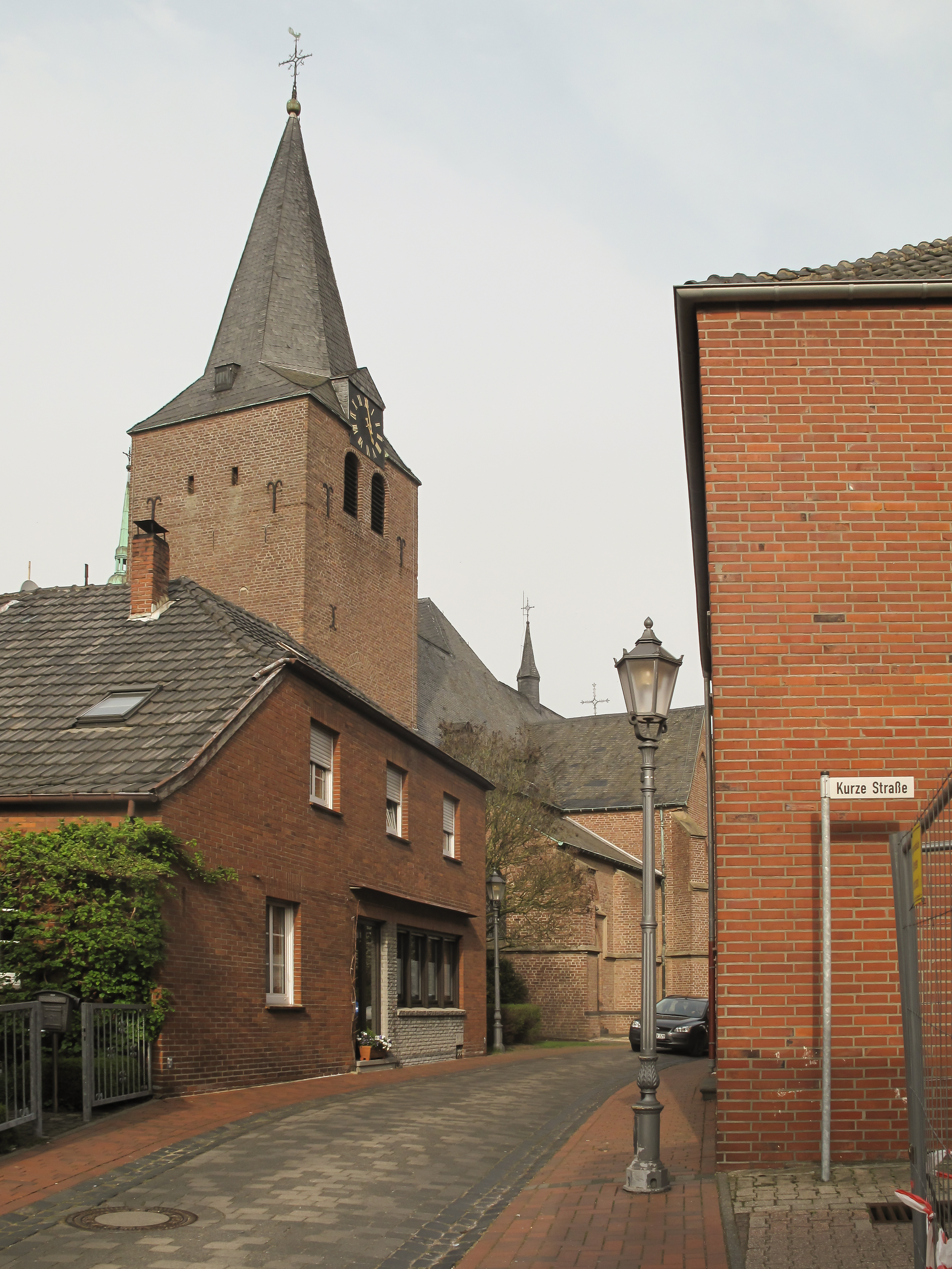
Niederkrüchten, église: die katholische Pfarrkirche Sankt Bartholomäus

## Personnalités nées dans la ville
- Karl Otten (1889-1963), écrivain